# Lypsimena
Lypsimena – rodzaj chrząszczy z rodziny kózkowatych i podrodziny zgrzypikowych.

## Zasięg występowania
Przedstawiciele tego rodzaju występują w Ameryce Północnej i Południowej od płd. USA po Argentynę.

## Systematyka
Do Lypsimena należy 5 gatunków:
- Lypsimena fuscata
- Lypsimena nodipennis
- Lypsimena proletaria
- Lypsimena strandiella
- Lypsimena tomentosa